# داني فولر
داني فولر (بالإنجليزية: Danny Fowler)‏ هو لاعب سنوكر بريطاني، ولد في 30 يوليو 1956 في إنجلترا في المملكة المتحدة.